# جيمس هيغ فيرغسون
جيمس هيغ فيرغسون (بالإنجليزية: James Haig Ferguson)‏ ـ (18 ديسمبر 1862 ـ 2 مايو 1934) هو طبيب أمراض نسائية اسكتلندي بارز. كان رئيسًا لكلية الجراحين الملكية في إدنبرة في الفترة من 1929 إلى 1931، كما كان رئيسًا لمجلس المولّدين المركزي في اسكتلندا (بالإنجليزية: Central Midwives Board of Scotland)‏، وكان مديرًا لمدرسة دونالدسون للصم. أسس الكلية البريطانية لأطباء النساء والتوليد.
في سنة 1899، أسس فيرغسون «دار لوريستون» (التي سميت بعد وفاته «دار هيغ فيرغسون التذكارية») بهدف تمكين الأمهات اللائي حملن بلا زواج من وضع حملهن بلا معاقبة. وقد أُغلقت هذه الدار سنة 1974.